# Ченковце
Ченковце (словац. Čenkovce) — село в окрузі Дунайська Стреда Трнавського краю Словаччини. Площа села 11,57 км². Станом на 31 грудня 2015 року в селі проживав 1061 житель.

## Історія
Перші згадки про село датуються 1240 роком.

## Географія
Протікають канал Малиново-Благова і Трновський канал.

## Населення
| Рік:            | 1994. | 2004.   | 2014.    | 2024.   |
| --------------- | ----- | ------- | -------- | ------- |
| Кількість осіб: | 855   | 821     | 1066     | 1095    |
| Різниця:        |       | -3,97 % | +29,84 % | +2,72 % |

| Рік:            | 2023. | 2024.   |
| --------------- | ----- | ------- |
| Кількість осіб: | 1097  | 1095    |
| Різниця:        |       | -0,18 % |